# Harrison Gray Otis
Harrison Gray Otis (Boston, 1765. október 8. – Boston, 1848. október 28.) az Amerikai Egyesült Államok szenátora (Massachusetts, 1817–1822).